# Альфирк
Бета Цефея (β Cep / β Cephei) — звезда в созвездии Цефея. Она имеет также традиционное имя Альфирк (арабское الفرقة al-firqah), означающее «стадо овец».
Бета Цефея является прототипом класса переменных звёзд типа беты Цефея. Блеск этой звезды меняется в пределах между +3,15 и +3,21 с периодом в 0,1904844 дня. Звезда имеет спектральный класс B2IIIev и удалена от Земли на 595 световых лет.
Вследствие прецессии примерно с 5100 года β Цефея станет полярной звездой, и будет ею примерно до 6500 года.